# Sandro Ferreira Andre Nascimento
Sandro Ferreira Andre Nascimento, meglio noto come Dodô (Aurora, 20 giugno 1987), è un ex calciatore brasiliano, di ruolo attaccante.

## Carriera
Ha giocato nella massima serie dei campionati brasiliano, iraniano e qatariota, e nella seconda divisione brasiliana.